# Stand in the Schoolhouse Door

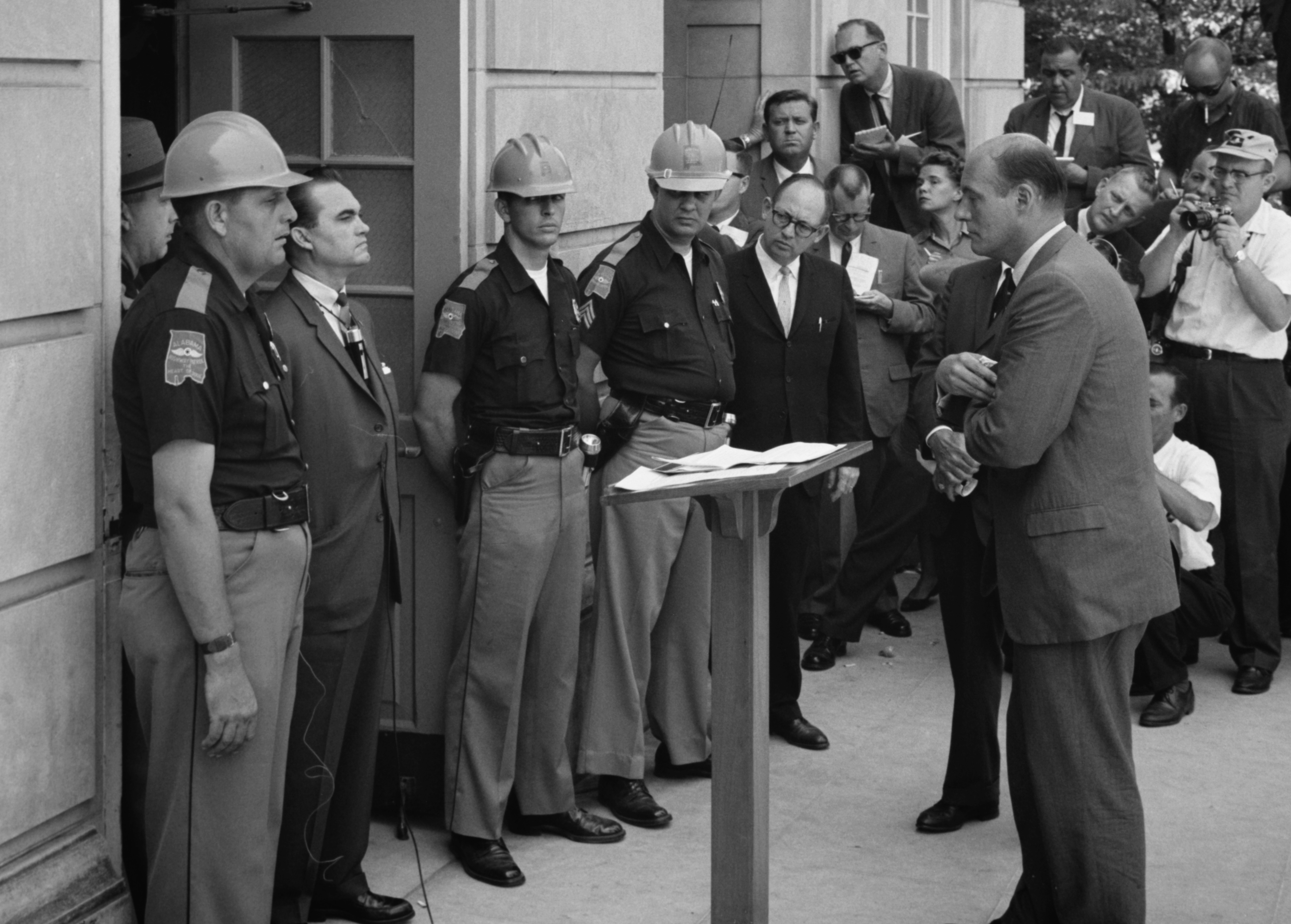
El governador George Wallace, intentant bloquejar la integració a la Universitat d'Alabama, es troba aturat en actitud desafiant a la porta de l'Auditori Foster davant Nicholas Katzenbach.

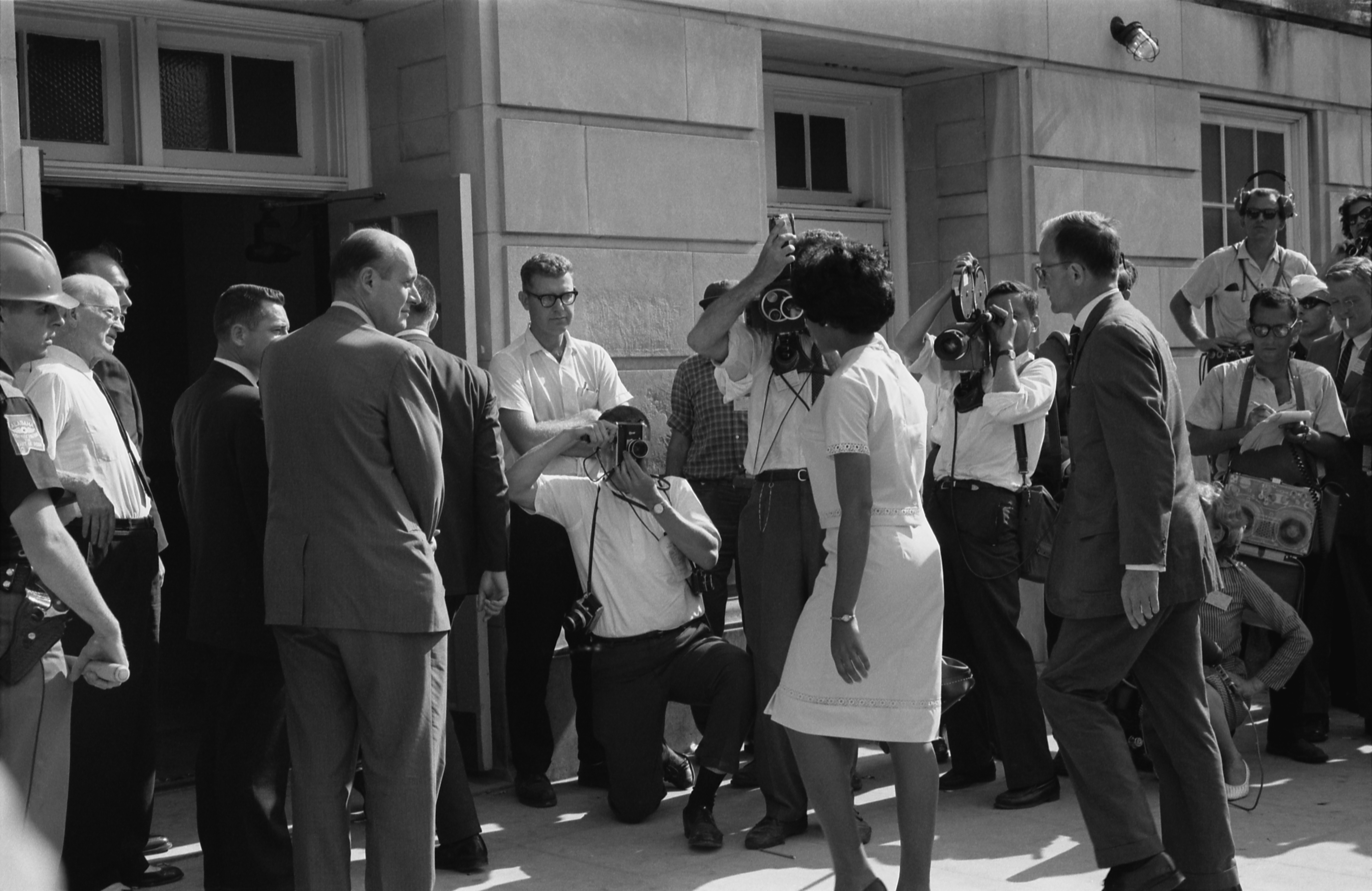
L'estudiant Vivian Malone Jones arriba per inscriure's a les classes a l'Auditori Foster de la Universitat d'Alabama

Stand in the Schoolhouse Door o Parada a la porta de l'escola és un incident que va tenir lloc a l'Auditori Foster de la Universitat d'Alabama, Estats Units, l'11 de juny de 1963. George Wallace, el governador d'Alabama, en un intent simbòlic de complir la seva promesa de "segregació ara, segregació matí i segregació per sempre", per tal d'aturar els processos de reversió de la segregació a les escoles, es va situar a la porta de l'auditori per intentar bloquejar l'entrada de dos estudiants negres, Vivian Malone Jones i James Hood. L'incident va posar Wallace en el centre d'atenció dels mitjans de comunicació.

## Antecedents
El 17 de maig de 1954, la Cort Suprema dels Estats Units va publicar la seva decisió en el cas anomenat Brown contra el Consell d'Educació de Topeka, Kansas', en el qual els demandants al·legaven que l'educació de nens negres en escoles públiques separades dels seus companys blancs era inconstitucional.
Com a conseqüència de Brown v. Consell d'Educació, la Universitat d'Alabama havia de ser desegregada. En els anys subsegüents, centenars d'afroamericans van presentar sol·licituds d'admissió, però en tots els casos van ser rebutjats. La universitat treballava juntament amb la policia per fer investigacions i trobar tota mena de raons amb les que poder denegar la sol·licitud d'ingrés, o quan això no era possible, intimidava els peticionaris. Però el 1963, tres estudiants afroamericans, amb un full d'antecedents impecable –Vivian Malone Jones, Dave McGlathery i James Hood–, van presentar les seves sol·licituds i es van negar a ser intimidats. Al començament de juny un jutge federal va ordenar que ells havien de ser admesos i va prohibir al governador Wallace que interferís.

## L'incident
L'11 de juny, Malone i Hood van arribar per inscriure's. Wallace, intentant mantenir la seva promesa i també generar un incident polític, tot bloquejant l'entrada de l'Auditori Foster mentre representants del periodisme presenciaven l'escena. Llavors, el Fiscal General Adjunt dels Estats Units Nicholas Katzenbach, que es trobava escortat per policies federals, va indicar a Wallace que deixés el pas lliure. No obstant això, Wallace va interrompre a Katzenbach i es va negar a obeir, en canvi va pronunciar un discurs sobre drets dels Estats. Katzenbach telefonà al President John F. Kennedy, qui mobilitzà la Guàrdia Nacional d'Alabama. El General Henry Graham llavors va ordenar a Wallace que es fes a un costat, dient-li, "Senyor, lamentablement seguint ordres del President dels Estats Units és el meu deure demanar que deixi el pas lliure." Llavors Wallace va pronunciar algunes altres frases, però finalment es va fer a un costat, i Malone i Hood es van inscriure com a estudiants.
L'esdeveniment apareix a la pel·lícula Forrest Gump (1994), en la qual es mostra el personatge de Forrest Gump participant en l'acte.